# جوزيف ريجل جونيور
جوزيف مايكل ريجل  (بالإنجليزية: Joseph Reagle) هو أكاديمي أمريكي ومؤلف يركز بشكل أساسي على تكنولوجيا ويكيبيديا. وهو أستاذ مشارك في دراسات الاتصالات بجامعة نورث إيسترن، ومشارك في هيئة التدريس بمركز بيركمان للإنترنت والمجتمع بجامعة هارفارد.  

## التعليم
تلقى جوزيف تعليمه في جامعة نيويورك حيث حصل على درجة الدكتوراه في عام 2008، للبحث في تحرير ويكيبيديا تحت إشراف هيلين نيسنباوم.

## الوظيفة والبحث
كان جوزيف عضوًا قديمًا في اتحاد شبكة الويب العالمية.  في عام 2011 ، نشر مقالًا في مجلة لورين رووي درس فيه التحيز الجنساني في ويكيبيديا ، باستخدام الضمائر الجنسانية للكشف عن مقالات حول المرأة ومقارنة النتائج التي توصلوا إليها ضد تغطية الإناث في الموسوعات الأخرى. 

### الكتب المنشورة
- تعاون حسن النية (2012) [8] [9] [10] [11] [12] [13]

## الجوائز والتكريمات
في عام 2002، تم إدراجه كأحد TR35 في إم آي تي تكنولوجي ريفيو.

## روابط خارجية
- جوزيف ريجل جونيور على موقع IMDb (الإنجليزية)